# Neo Black Movement of Africa
Neo Black Movement of Africa (NBM), auch unter dem Namen Black Axe bekannt, ist eine nigerianische mafiaähnliche Bande, die als studentische Bewegung gegründet wurde, später aber mit Menschenhandel, Internetbetrug und Mord in Verbindung gebracht wurde.

## Geschichte
„Neo Black Movement of Africa“ wurde als studentische Bewegung von neun Studenten der Universität von Benin am Anfang des Studienjahres 1977/78 gegründet. Sie wurde anfänglich unter dem Namen „The Black Axe Confraternity“ (Die Bruderschaft der Schwarzen Axt) bekannt. Ideologisch stand die Gruppierung dem Panafrikanismus nahe.  Das runde, gelbgrundige Logo der Verbindung zeigt zwei schwarze Hände, deren Kettenfessel von einer schwarzen Axt durchschlagen wird. Nach der Umbenennung zu „Neo-Black Movement of Africa“ bezeichneten sich die Mitglieder weiterhin als „Axemen“; das Logo wurde beibehalten. Im 21. Jahrhundert ist die Organisation nahezu weltweit vertreten und hat etwa 30.000 Mitglieder. In Deutschland ist die Organisation mit einem eingetragenen Verein vertreten. In der aktuellen Schreibweise bezeichnet sich die Organisation als „Neo Black Movement of Africa“ (ohne Bindestrich); als offizielles Kürzel wird „NBM“ genutzt.

Das Bundesverwaltungsgericht von Österreich veranlasste 2015 diverse Nachforschungen und stellte als weitere Namensvarianten fest: „New Black Movement of Africa“, „Aye Black Axe“, „Black Axe“.

## Ziele
Gründungsziel war zunächst eine studentische Vertretung, um gegen Unterdrückung, Rassismus und Not in Nigeria zu kämpfen. Im 21. Jahrhundert ist daraus, nach Angaben der aktuellen Führung aus der Studentenbruderschaft, eine Bewegung geworden, deren weltweites Ziel „soziale Gerechtigkeit und Gleichheit aller“ ist. Die Bewegung hat sich im Laufe der Jahre zu einer gewaltbereiten, international tätigen Organisation entwickelt, die sich durch Internetkriminalität, Drogenhandel und Prostitution finanziert.

## Kritik
Die Organisation hat im Verlauf ihres Bestehens in verschiedenen Regionen und zu gewissen Zeiten unterschiedliche Ziele verfolgt. Zeitweise galt sie als militante Bewegung in Nigeria und wurde mit Gewalttaten in Zusammenhang gebracht. Am 10. Juli 1999 kam es auf dem Campus zum Massaker an der Obafemi Awolowo-Universität. Vierzig Mitglieder der „Black Axe Confraternity“ waren an dem Massaker beteiligt. Dabei kamen fünf Menschen ums Leben und elf weitere wurden verletzt. International wird die Bewegung wegen teils krimineller Machenschaften kritisch beobachtet. An der Universität von Ilorin sollen Black-Axe-Mitglieder in den frühen Zweitausender Jahren an Gewalttaten und Morden beteiligt gewesen sein. In Palermo, Sizilien, wurde 2018 eine Gruppe von Drogendealern verurteilt, die sich selbst als „Black Axe“ bezeichneten und zum Teil auch Mitglieder des Neo Black Movement waren. Nach der ausführlichen Aussage eines Kronzeugen war die Mitgliedschaft in einer kriminellen Vereinigung „nach Art der Mafia“ Grund der Verurteilung. In Kanada wurde der dortige Schatzmeister des NBM wegen Betrugs verurteilt, auch weitere Mitglieder gerieten dort in den Fokus der Polizei. In Deutschland wurde im April 2024 die gesamte Führungsriege des Vereins „Neo-Black Movement Germany e.V.“ festgenommen, insgesamt elf Beschuldigte. Die Staatsanwaltschaft München I wirft ihnen vor, Rädelsführer einer kriminellen Vereinigung zu sein und unter anderem an Geldwäsche und Online-Betrug („Love Scams“) beteiligt gewesen zu sein.
Ein Schwerpunkt der Aktivitäten der Organisation liegt auf der Schweiz: „Wenn hierzulande bisher von organisierter Kriminalität die Rede war, dann waren die italienischen Mafiosi oder die südamerikanischen Drogenkartelle gemeint. Aber in den letzten Jahren haben sich auch kriminelle Netzwerke aus Nigeria in der Schweiz ausgebreitet. Es ist wenig über sie bekannt. Was man weiss: Die Black Axe mischt im Drogenhandel und im Menschenhandel mit. Sie nutzt digitale Betrugsmaschen wie «romance scam» und betreibt Geldwäscherei. Es sind die Lebensadern des globalen Verbrechens. Das Bundesamt für Polizei spricht von über hundert Mitgliedern bei Black Axe und anderen kriminellen nigerianischen Organisationen, die heute in der Schweiz aktiv sind. Und die Behörde warnt: «Die nigerianischen Bruderschaften werden wahrscheinlich weiterwachsen.»“